# Cuvette (département)
Pour les articles homonymes, voir Cuvette.
Le département de la Cuvette est l'un des départements de la république du Congo, située dans la partie septentrionale du pays. Son chef-lieu est Owando. Il est nommé d'après la cuvette congolaise dont il fait partie.

## Situation
Le département de la Cuvette est limitrophe des départements de la Cuvette-Ouest, de la Likouala, des Plateaux et de la Sangha, ainsi qu'avec la république démocratique du Congo à l'Est et le Gabon à l'Ouest.
| Cuvette-Ouest | Sangha   | Likouala |
| Haut-Ogooué   | Cuvette  | Équateur |
|               | Plateaux |          |

## Districts
- Boundji
- Loukoléla
- Makoua
- Mossaka
- Ngoko
- Ntokou
- Owando
- Oyo
- Tchikapika

## Ressources naturelles
Le département de la Cuvette abrite un important gisement de pétrole dont les puits sont percés à partir de 2019. Leur production potentielle est alors estimée à 983 000 barils par jour.